# Gravitarmata margarotana
Gravitarmata margarotana là một loài bướm đêm thuộc họ Tortricidae. Ở châu Âu, chúng được tìm thấy từ Anh đến Áo và Ba Lan, phía đông đến vùng Baltic đến Nga, Trung Quốc, Hàn Quốc và Nhật Bản.
Sải cánh dài 14–18 mm. Con trưởng thành bay từ tháng 4 đến tháng 5 in Europe. Có một lứa một năm.
Ấu trùng ăn Pinus, Abies và có thể also on Picea species. It feeds in twigs và cones of the food plants.